# Mactrotoma nasuta
Mactrotoma nasuta is een tweekleppigensoort uit de familie van de Mactridae. De wetenschappelijke naam van de soort is voor het eerst geldig gepubliceerd in 1851 door Gould.